# Alsophylax
Alsophylax é um género de répteis escamados da família Gekkonidae. Os membros deste género são arborícolas.

## Espécies
- Alsophylax boehmei
- Alsophylax laevis
- Alsophylax loricatus
- Alsophylax pipiens
- Alsophylax przewalskii
- Alsophylax tadjikiensis
- Alsophylax tokobajevi